# Бранфилов, Николай Николаевич
Николай Николаевич Бранфилов (бел. Мікалай Мікалаевіч Бранфілаў; род. 16 декабря 1977, Минск, Белорусская ССР, СССР) — белорусский футболист, защитник; после завершения карьеры игрока — тренер. В настоящее время помощник главного тренера клуба «Энергетик-БГУ».

## Карьера
Начал карьеру в минской школе «Смена», после играл в различных клубах, в том числе в Польше в течение 2003—2006 годов. В декабре 2009 года подписал контракт с бобруйской «Белшиной», которая вернулась в высшую лигу. В январе 2013 года перешёл в «Нафтан». В сентябре 2013 года разорвал контракт с «Нафтаном» и закончил карьеру игрока.
После окончания профессиональной карьеры некоторое время выступал на любительском уровне, а в начале 2014 года принял предложение возглавить минское «Торпедо». Вывел столичный клуб в первую лигу по итогам сезона 2015. В начале 2016 года стало известно, что Бранфилов покинет пост главного тренера автозаводцев. В апреле 2016 возглавил «Клецк», который привёл к третьему месту во второй лиге, однако команда отказалась переходить в первую лигу.
В марте 2017 года стал главным тренером ФК «Осиповичи», но менее чем через месяц покинул пост и присоединился к тренерскому штабу минского клуба «Энергетик-БГУ».
В январе 2019 года был назначен главным тренером микашевичского «Гранита». В июне того же года был отправлен в отставку.
В октябре 2020 года возглавил «Оршу». В сентябре 2021 года покинул пост главного тренера.
В феврале 2022 года он снова стал тренером в клубе «Энергетик-БГУ».

## Международная карьера
Дебют за национальную сборную Беларуси состоялся 19 февраля 2004 года в матче Кубка кипрской футбольной ассоциации против сборной Румынии (0:2). Всего Бранфилов провёл за сборную 2 матча.

## Достижения
- Чемпион второй лиги Беларуси: 1996
- Бронзовый призёр чемпионата Беларуси: 2007